# بوخهولتس (نوی‌وید)
بوخهولتس (به آلمانی: Buchholz) یک شهر در آلمان است که در Neuwied واقع شده‌است. بوخهولتس ۴٬۶۹۶ نفر جمعیت دارد.